# Trafikmagasinet (tidskrift)
Trafikmagasinet (TM) är en svensk rikstäckande facktidning som bevakar hela transportbranschen: sjöfart, järnväg, tung trafik, personbilar, flyg, logistik, lager med mera. Tidningen grundades 1984, då i tabloidformat, men är sedan 2002 i A4-format. Nuvarande chefredaktör är Johan Rietz.
Den TS-kontrollerade upplagan var 20 000 exemplar 2006, och antalet läsare enligt Orvesto 43 000.
Nyckelpersoner:
- Johan Rietz
- Anders Langerud